# Bisphénol
Les bisphénols sont une famille de composés organiques portant deux groupes phénol. En général, ces derniers sont liés par un pont méthyle et la molécule est alors un dérivé du diphénylméthane, mais ce n'est pas le cas de tous, comme pour les bisphénols S, P et M.
Le mot « bisphénol » est le nom commun, la ou les lettre(s) qui suivent se réfèrent à l'un des réactifs utilisés pour les synthétiser (le deuxième réactif si le phénol est utilisé, ou le dérivé du phénol utilisé). Le membre le plus connu du groupe est le bisphénol A (BPA) qui est souvent simplement appelé « bisphénol ».

## Liste
| Structure     | Nom            | Numéro CAS  | Réactif 1         | Réactif 2                   | Nom systématique                                             |
| ------------- | -------------- | ----------- | ----------------- | --------------------------- | ------------------------------------------------------------ |
| Bisphénol A   | Bisphénol A    | 80-05-7     | Phénol            | Acétone                     | 2,2-bis(4-hydroxyphényl)propane                              |
| Bisphénol AF  | Bisphénol AF   | 1478-61-1   | Phénol            | Hexafluoroacétone           | 2,2-bis(4-hydroxyphényl)hexafluoropropane                    |
| Bisphénol AP  | Bisphénol AP   | 1571-75-1   | Phénol            | Acétophénone                | 1,1-bis(4-hydroxyphényl)-1-phényl-ethane                     |
| Bisphénol B   | Bisphénol B    | 77-40-7     | Phénol            | Butanone                    | 2,2-bis(4-hydroxyphényl)butane                               |
| Bisphénol BP  | Bisphénol BP   | 1844-01-5   | Phénol            | Benzophénone                | bis-(4-hydroxyphényl)diphénylméthane                         |
| Bisphénol C   | Bisphénol C    | 79-97-0     | Crésol            | Acétone                     | 2,2-bis(3-méthyl-4-hydroxyphényl)propane                     |
| Bisphénol CII | Bisphénol C II | 14868-03-2  | Phénol            | Dichlorocétène              | bis(4-hydroxyphényl)-2,2-dichloréthylène                     |
| Bisph"nol E   | Bisphénol E    | 2081-08-5   | Phénol            | Éthanal                     | 1,1-bis(4-hydroxyphényl)éthane                               |
| Bisph"nol F   | Bisphénol F    | 620-92-8    | Phénol            | Formaldéhyde                | bis(4-hydroxyphényl)méthane                                  |
| Bisphénol FL  | Bisphénol FL   | 3236-71-3   | Phénol            | Fluorénone                  | 4,4'-(9H-fluorén-9-ylidène)bisphénol                         |
| Bisphénol G   | Bisphénol G    | 127-54-8    | 2-isopropylphénol | Acétone                     | 2,2-bis(4-hydroxy-3-isopropylphényl)propane                  |
| Bisphénol M   | Bisphénol M    | 13595-25-0  |                   |                             | 1,3-bis(2-(4-hydroxyphényl)-2-propyl)benzène                 |
| Bisphénol P   | Bisphénol P    | 2167-51-3   |                   |                             | 1,4-bis(2-(4-hydroxyphényl)-2-propyl)benzène                 |
| Bisphénol PH  | Bisphénol PH   | 24038-68-4  | 2-phénylphénol    | Acétone                     | 5,5’ -(1-méthyléthylidène)-bis[1,1’-(bisphényl)-2-ol]propane |
| Bisphénol S   | Bisphénol S    | 80-09-1     | Phénol            | Trioxyde de soufre          | bis(4-hydroxyphényl)sulfone                                  |
| Bisphénol TMC | Bisphénol TMC  | 129188-99-4 | Phénol            | 3,3,5-trimétylcyclohexanone | 1,1-bis(4-hydroyphényl)-3,3,5-triméthylcyclohexane           |
| Bisphénol Z   | Bisphénol Z    | 843-55-0    | Phénol            | Cyclohexanone               | 1,1-bis(4-hydroxyphényl)cyclohexane                          |

## Mesures préventives
- de ne pas chauffer un mets en emballage plastique au four à micro-ondes, ou une boite de conserve (son revêtement intérieur est souvent en polyépoxyde) au bain-marie ;
- d'utiliser un pichet en matériau autre que le plastique, et non une bouteille en plastique :
- éviter les canettes et gourdes en aluminium, dont l'intérieur est revêtu de polyépoxyde.